# Ганс Груне
Ганс Груне (нім. Hans Gruhne, нар. 5 серпня 1988, Берлін, Німеччина) — німецький веслувальник, олімпійський чемпіон 2016 року, чемпіон світу.

## Виступи на Олімпіадах
| Олімпіада           | Дисципліна     | Місце |
| ------------------- | -------------- | ----- |
| Пекін 2008          | парна четвірка | 6     |
| Ріо-де-Жанейро 2016 | парна четвірка | 1     |

## Зовнішні посилання
- Ганс Груне — олімпійська статистика на сайті Sports-Reference.com (англ.) (архівна версія)
- Профіль [Архівовано 10 січня 2021 у Wayback Machine.] на сайті FISA.

1. ↑  Hans Gruhne